# ماركوني للأنظمة الإلكترونية
ماركوني للأنظمة الإلكترونية  (بالإنجليزية: Marconi Electronic Systems)‏ هي شركة بريطانية. تأسست في 20 يوليو 1897. ويقع مقرها في إنجلترا. كانت الذراع الدفاعي لشركة جنرال إلكتريك (GEC). والتي تم الانفصال عنها عندما استحوذت عليها شركة بريتش ايروسبيس (بي إيه إي) في 30 نوفمبر 1999.